# Allen Gee

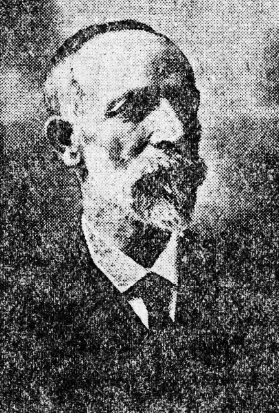
Gee en 1910

Allen Gee (6 de septiembre de 1852 – 12 de agosto de 1939) fue un político y sindicalista británico.

## Biografía

### Trayectoria profesional
Gee trabajó en la industria lanera en Huddersfield y se vio implicado en una gran huelga, derrotada, en 1883. Esta experiencia le inspiró a formar lo que sería la Unión General de Trabajadores Textiles, con miembros de todo el distrito. En 1885 fue elegido primer presidente del Consejo Sindical de Huddersfield.
Fue un firme partidario de la campaña de los tejedores por la jornada de ocho horas, lanzada en 1886 y estuvo implicado en la huelga del textil de Manningham. En 1888 fue elegido secretario general de la West Yorkshire Power-Loom Weavers Association (que más tarde se convertiría en la Unión General de Trabajadores Textiles), un puesto que mantuvo hasta 1922.

### Sindicalista y político
Gee asistió a la conferencia fundacional del Partido Laborista Independiente. Fue pronto elegido concejal laborista independiente del Ayuntamiento de Huddersfield, aunque el Partido Liberal intentó reclamar que en realidad era partidario de su grupo. En 1900 fue elegido miembro del primer ejecutivo del Comité de Representación Laborista (LRC) y fue asimismo nombrado como uno de los primeros administradores de la organización. Fue el segundo presidente del Comité Ejecutivo Nacional del Partido Laborista, en 1901, aunque no presidió la conferencia anual. De 1910 a 1912 fue presidente de la Federación General de Sindicatos y en las elecciones generales de 1918 fue candidato del Partido Laborista por Blackpool, sin resultar elegido.
En la última etapa de su vida, Gee se convirtió en juez de paz y permaneció estrechamente unido a su compañero sindicalista Ben Turner. Cuando el Consejo Sindical de Huddersfield celebró su cincuenta aniversario en 1935, Gee marchó a la cabeza del desfile conmemorativo.